# Нова Гребля (Бучанський район)
Нова́ Гре́бля — село в Україні, у Бучанському районі Київської області. Входить до складу Бородянської селищної громади.

## Історія
За історичними нотатками
|  | Нова Гребля знаходиться у 4 верстах від с. Дружні, на лівому боці р.Здвижа |

За даними V Ревізії, на 1795 рік у Новій Греблі налічувалося 44 селянських двори, 2 з яких були у слобідці Вабля. Всього наявних селян, без урахування біглих чи відсутніх на заробітках - 267 осіб. Прізвища селян: Басенок, Богдюк, Ващенко, Власенко, Галак, Ганюк, Добривечор, Дука, Іваненко, Клокун, Комлик, Крочак, Маленко, Марченко, Нечай, Піненко, Поламарчук, Опанасенко, Отрущенко, Саливон, Сирош, Соболь, Совенок, Слухай, Трохимюк, Цимбаленко, Чуркан. 
У XVII столітті належала Бородянському маєтку Києво-Михайлівського монастиря, а потім до Макарівського. Соколовський близько 1830 р. продав Пашківському Фадею, спадкоємці якого після 1848 року розпродали цей невеликий маєток у різні руки.
В наш час[коли?] вдова генерала Юлія Яківна Синельникова, власниця Демидівського великого маєтку, з 1877 року скупила від дрібних власників 447 десятин землі і 374 десятин лісу. Інший тут землевласник «Київське товариство бідноти» скуповувало землі з 1873 року і продавало їхнім селянам. У такий спосіб утворилися землеволодіння: 25 десятин компанії селян: Макухи, Кононенка, Шупика і Шульги; 44 десятин селян: Коваленків Олександра і Федота; а 30 десятин залишилося за Київським товариством бідноти".
Станом на 1885 рік у колишньому власницькому селі Бородянської волості Київського повіту Київської губернії мешкало 618 осіб, налічувалось 59 дворів, дворів, постоялий будинок.
За переписом 1897 року кількість мешканців зросла до 872 осіб (420 чоловічої статі та 452 — жіночої), з яких 859 — православної віри.
Наприкінці серпня 1919 під Новою Греблею відбувся бій загону отамана Струка з червоними загонами Котовського.

## Галерея

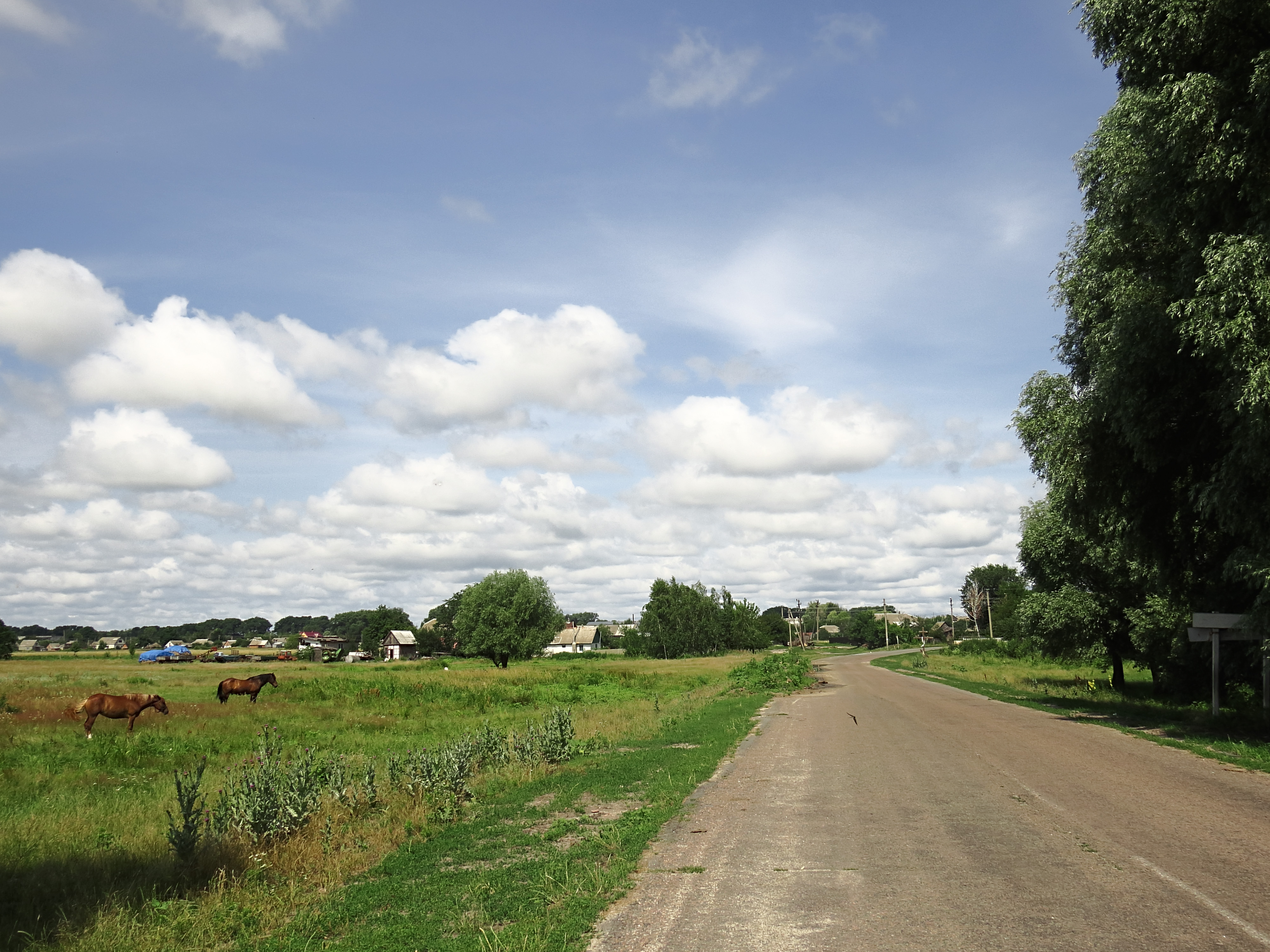
В'їзд у село з пд.-сх.
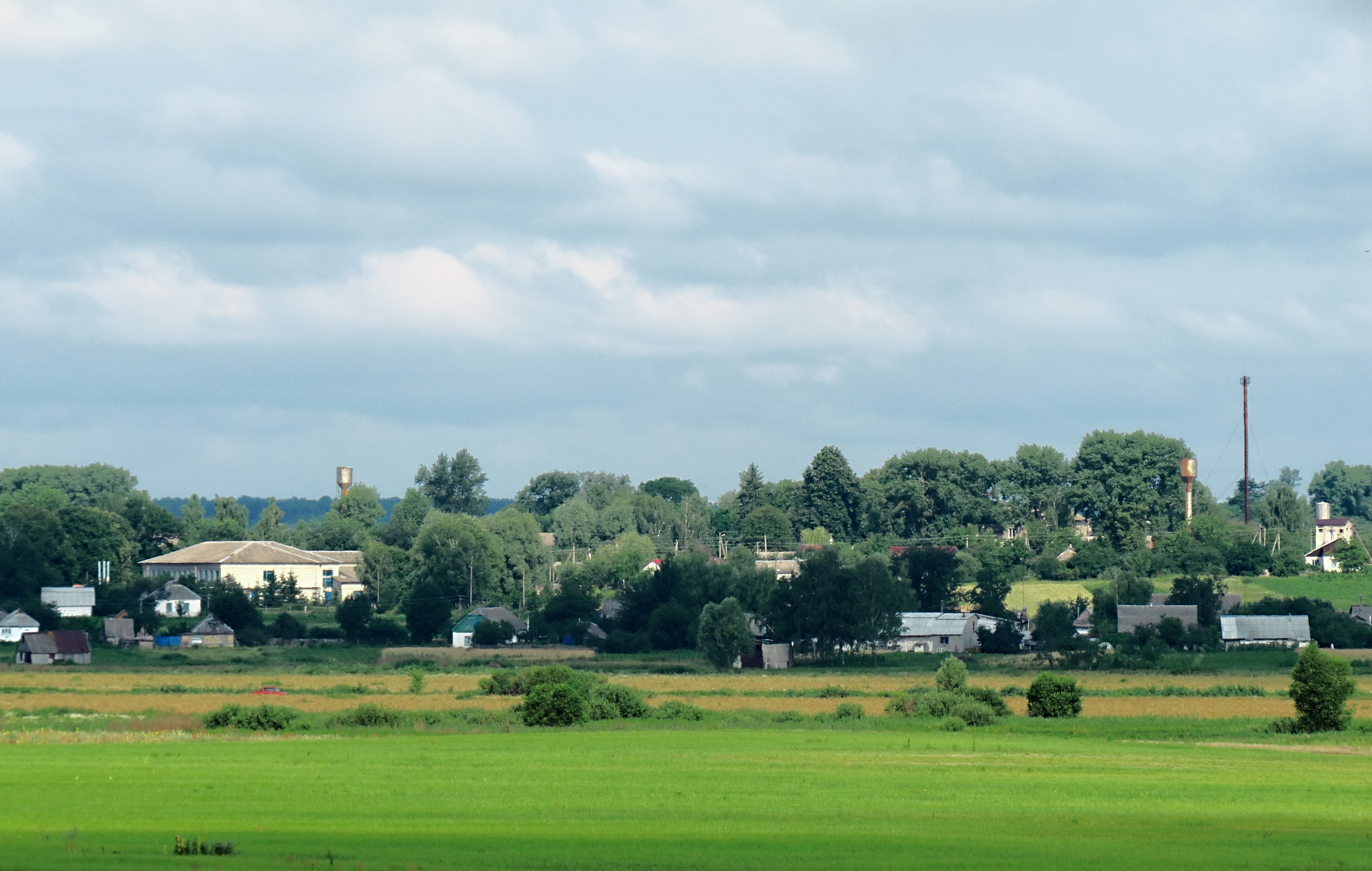
Частина села (зі сходу)
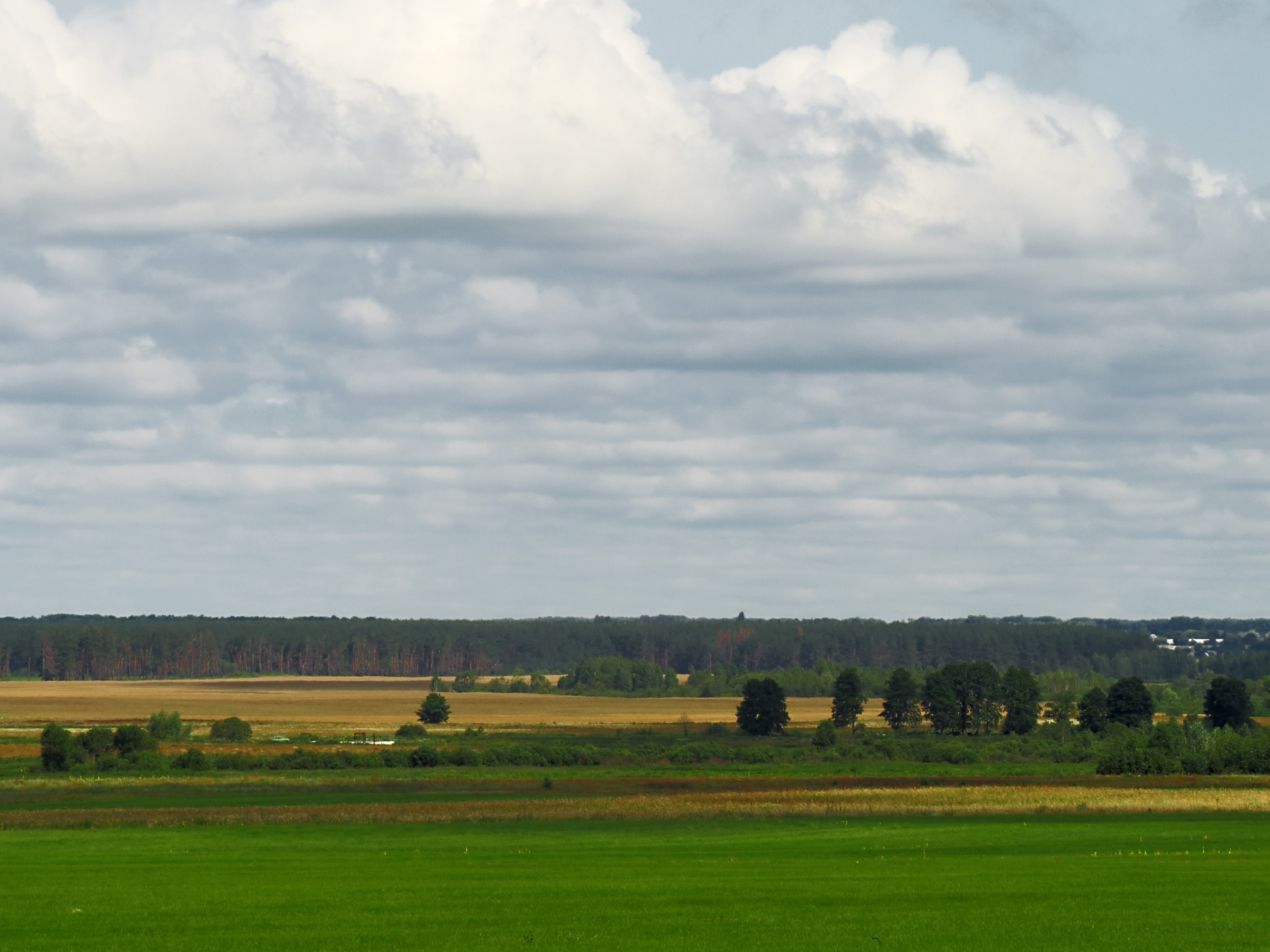
Заплава р. Здвиж біля села
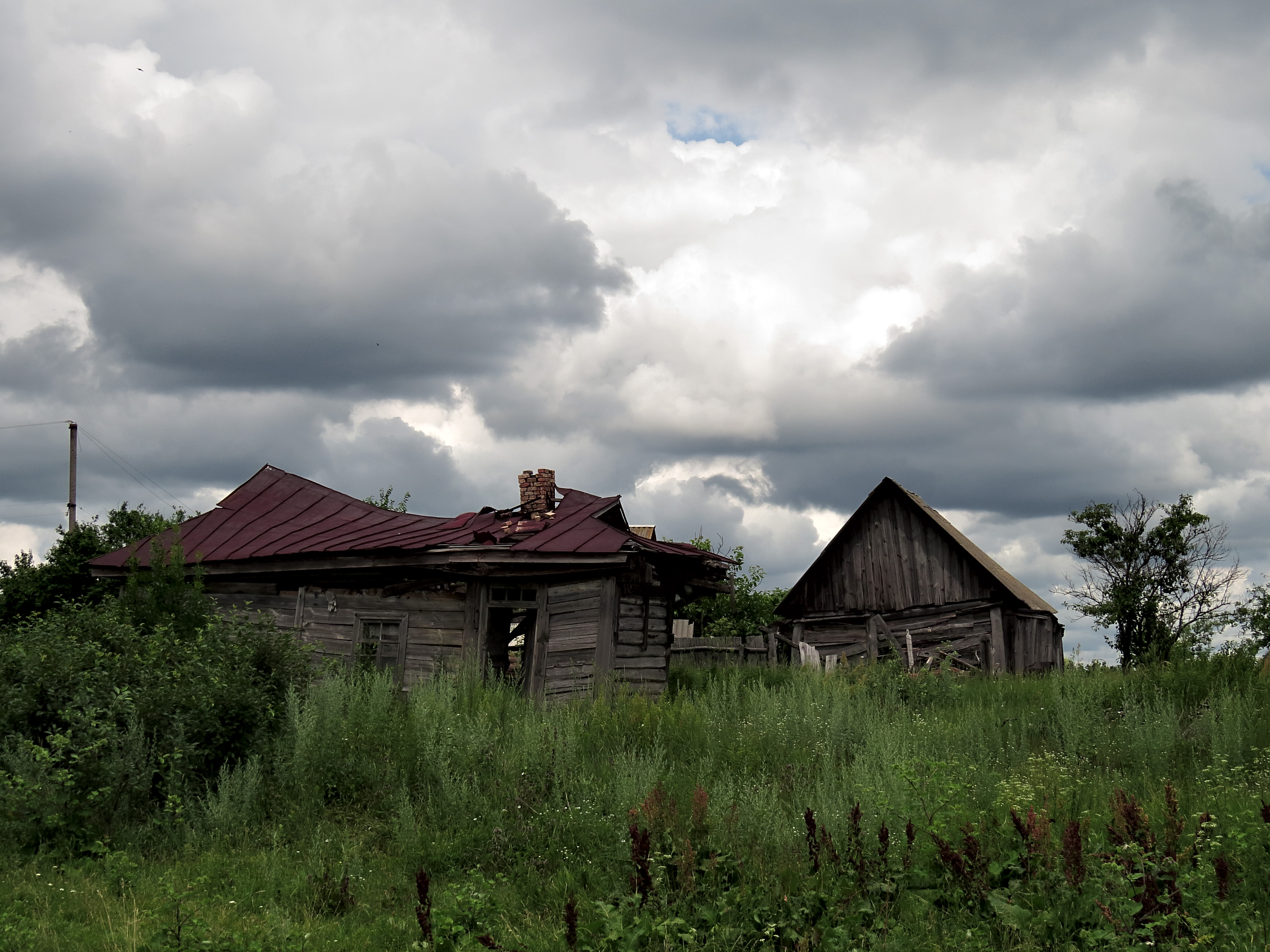
На околиці
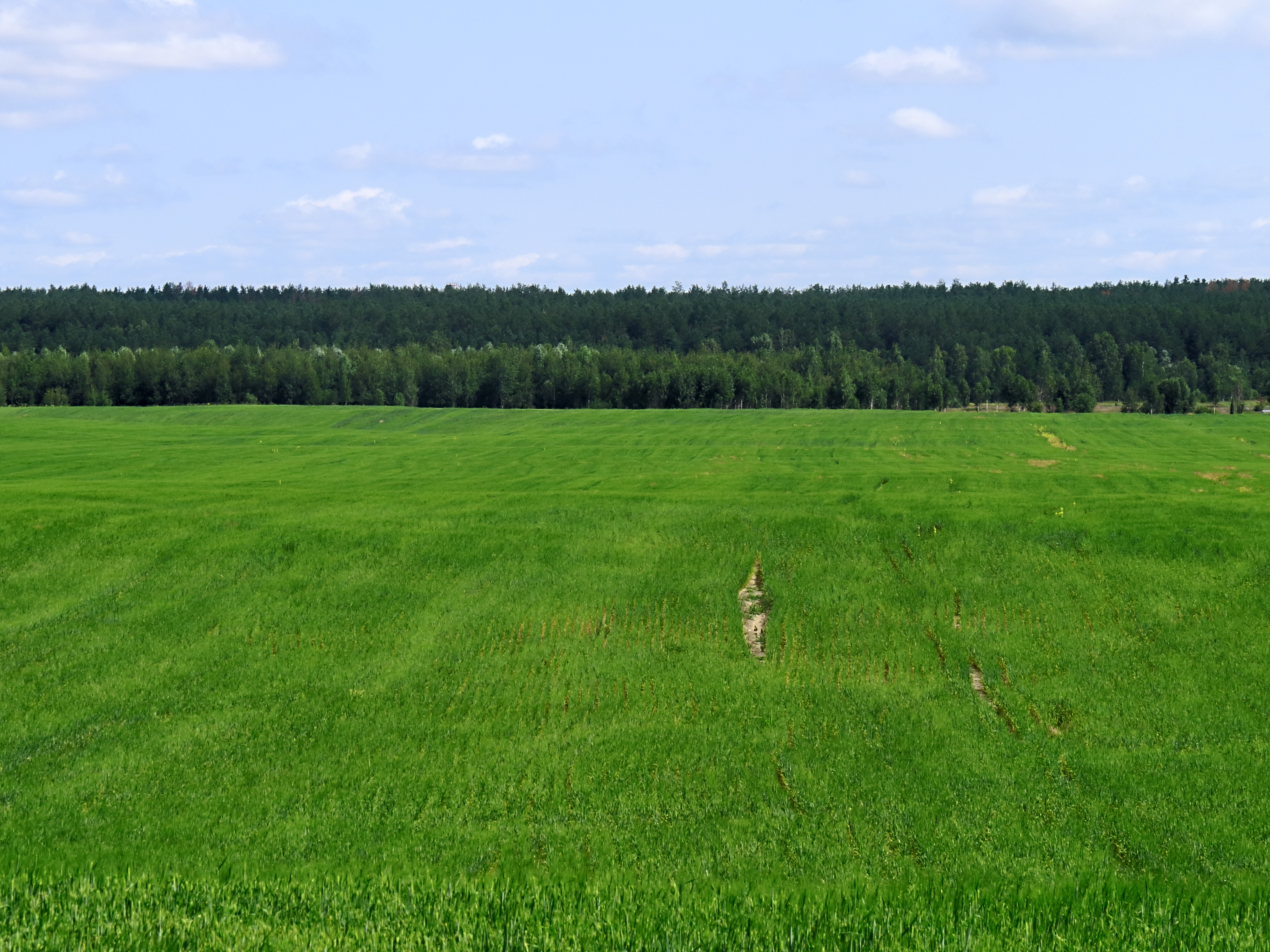
Ячмінне поле
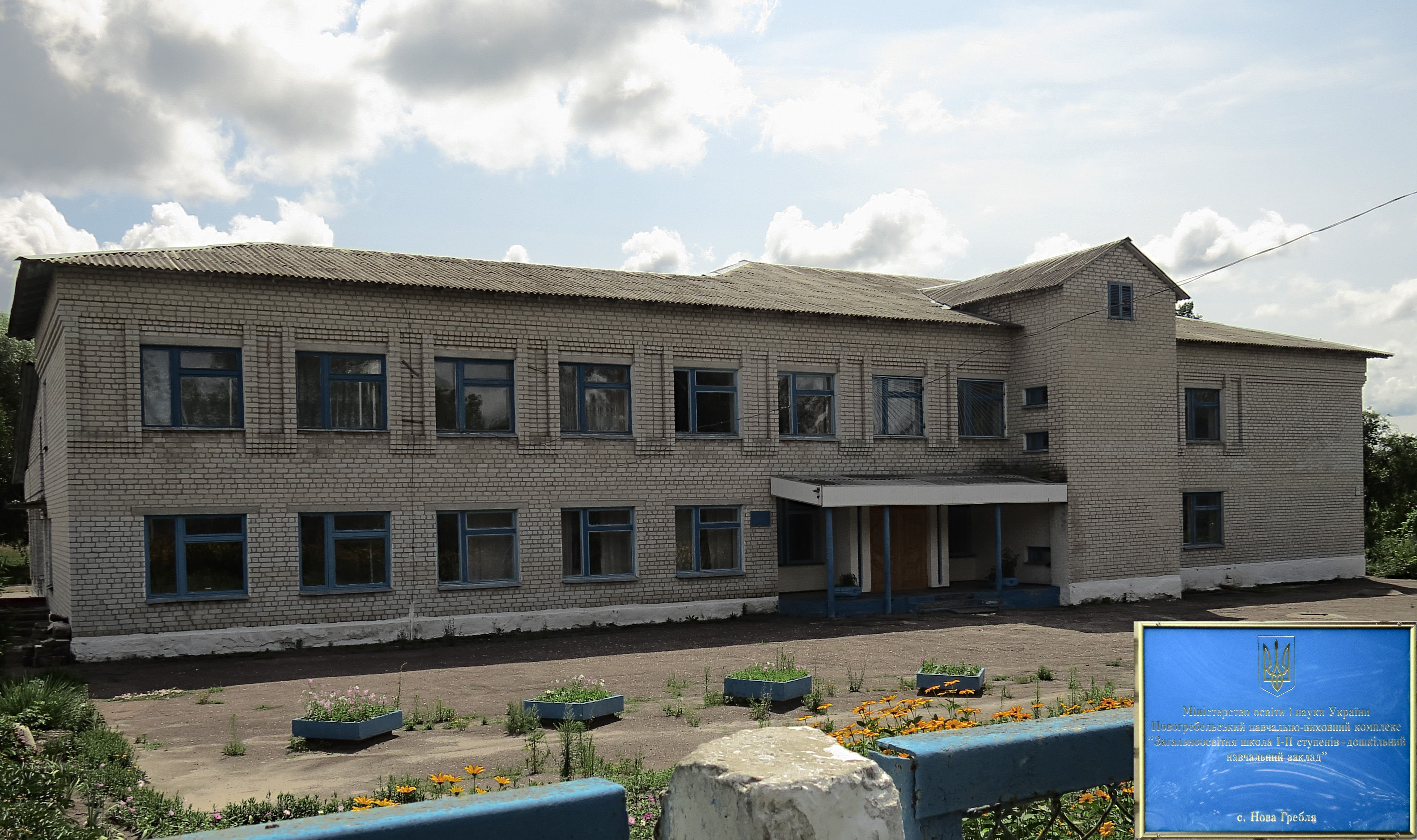
Навчально-виховний комплекс
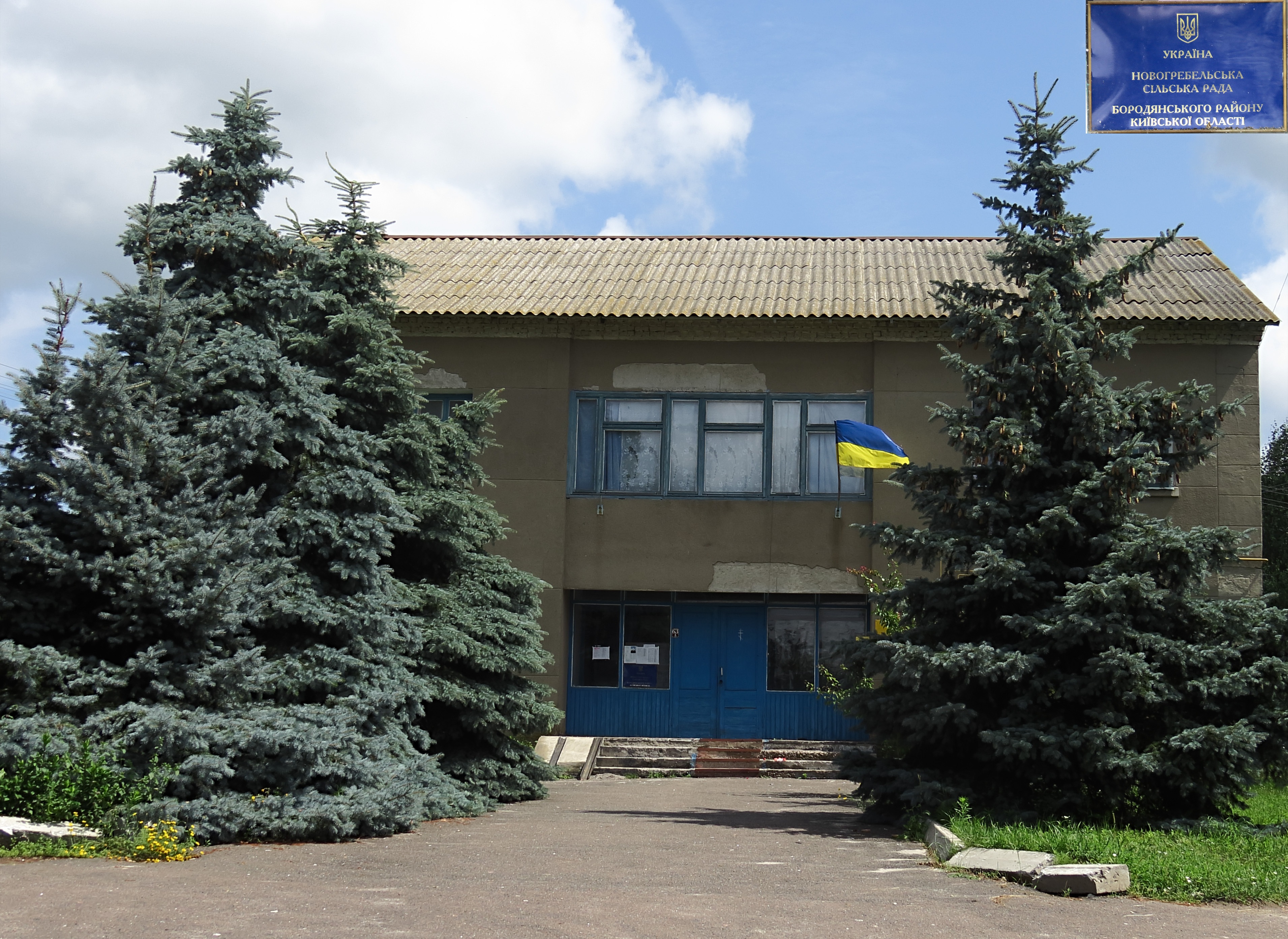
Сільська рада
Будинок у селі
Будинок у селі
Будинок культури
Церква
Пам'ятник радянським воїнам
Будинок колишнього правління колгоспу «Комінтерн»